# فرانچسکو گواردی
فرانچسکو گواردی (زاده ۵ اکتبر ۱۷۱۲ – درگذشته ۱ ژانویه ۱۷۹۳)، نقاش ایتالیایی چشم‌انداز، نجیب‌زاده و عضو مکتب هنر ونیزی بود. او به همراه برادرانش از آخرین متخصصان مکتب کلاسیک هنر ونیزی در نظر گرفته می‌شود.
او در اوایل دوران کارش با برادر بزرگترش گین آنتونیو در تولید نقاشی‌های مذهبی مشارکت داشت. پس از مرگ برادرش در سال ۱۷۶۰، فرانچسکو روی نقاشی منظره تمرکز کرد. اولین نقاشی‌های او در این زمینه تأثیر کانالتو را در کارهایش نشان می‌دهد. اما به تدریج سبک آزادتری را برگزید که با ضربه‌های روان قلم‌مو و ساختار آزادانه تصور شده مشخص می‌شد.

## نگارخانه

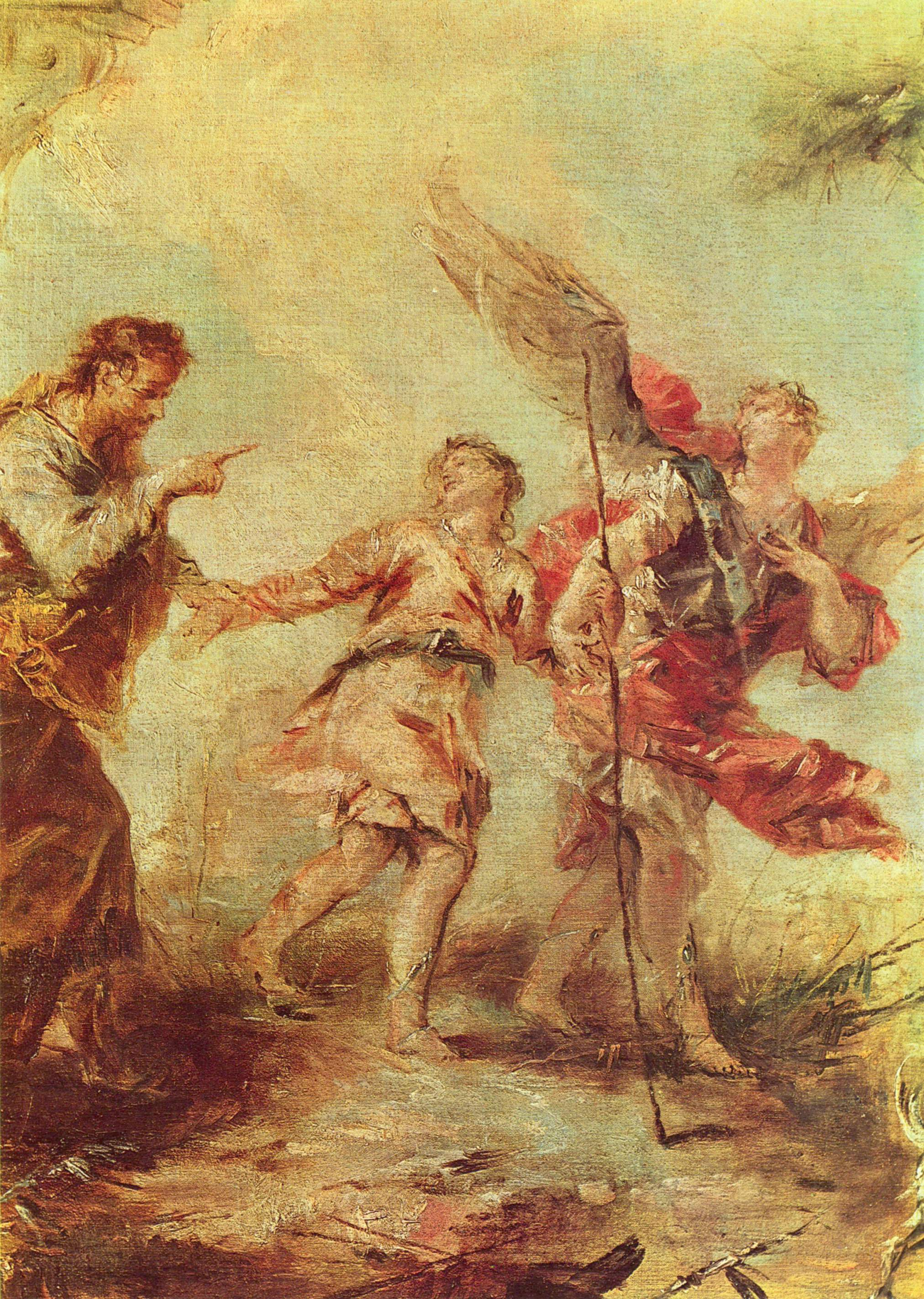
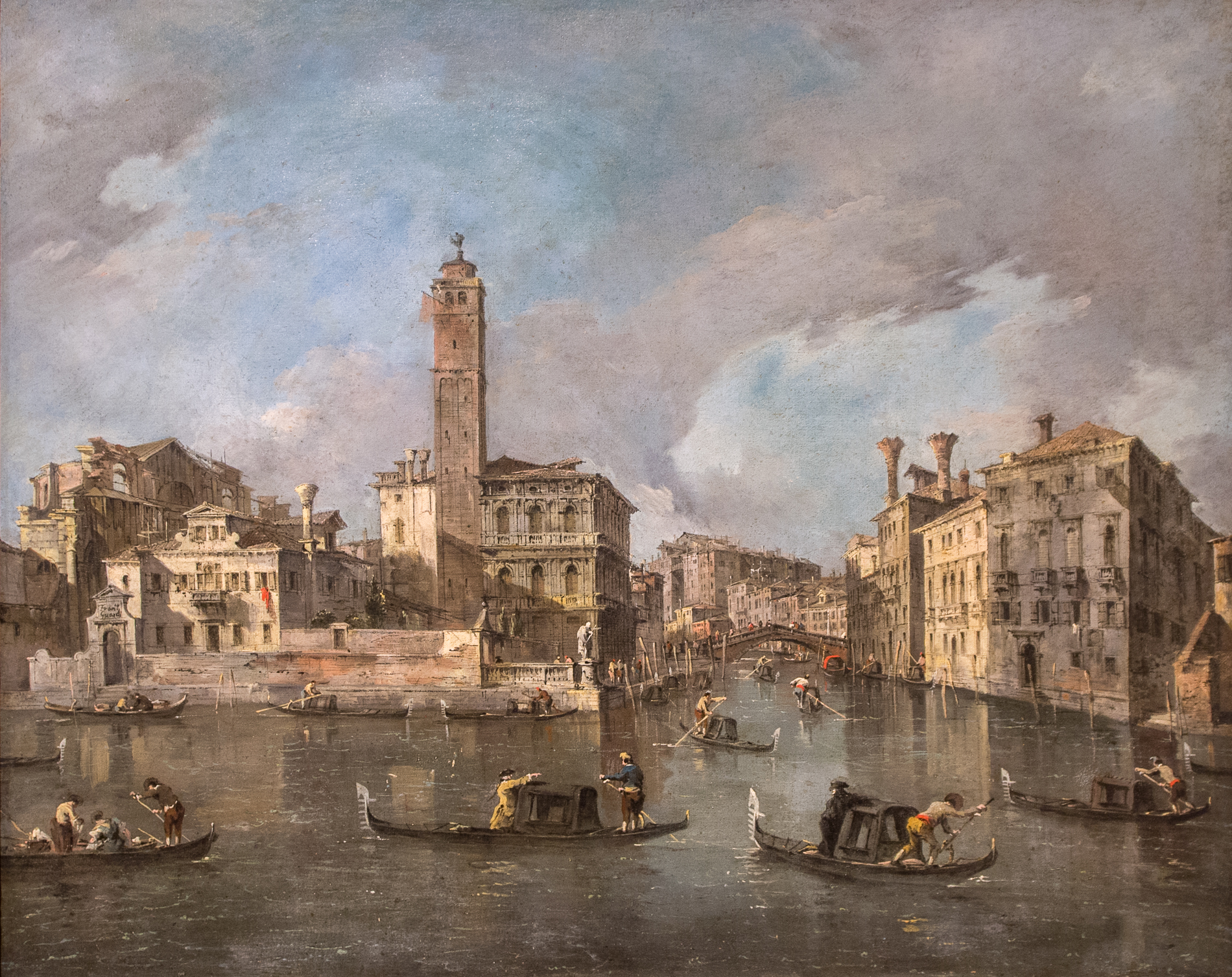
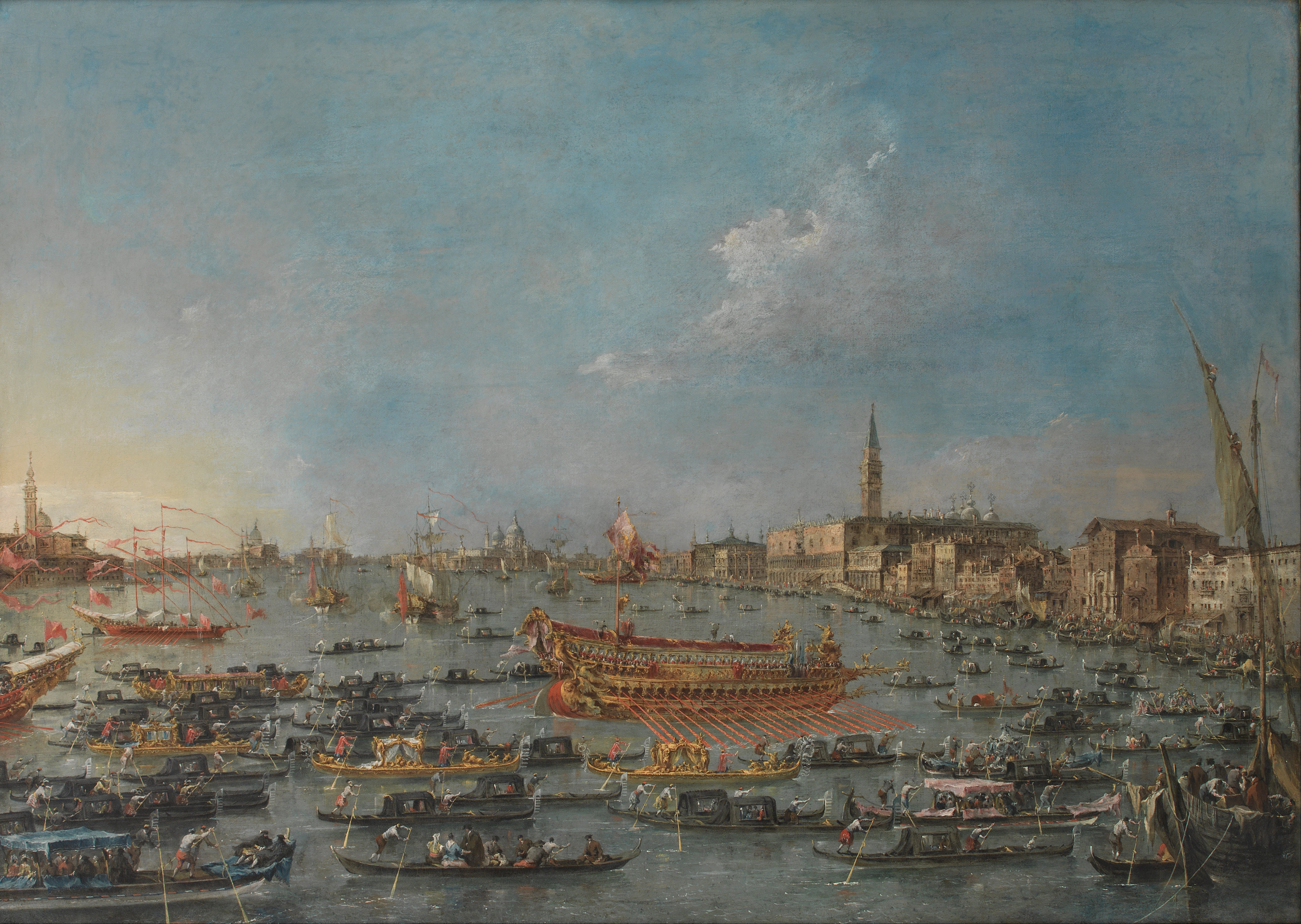
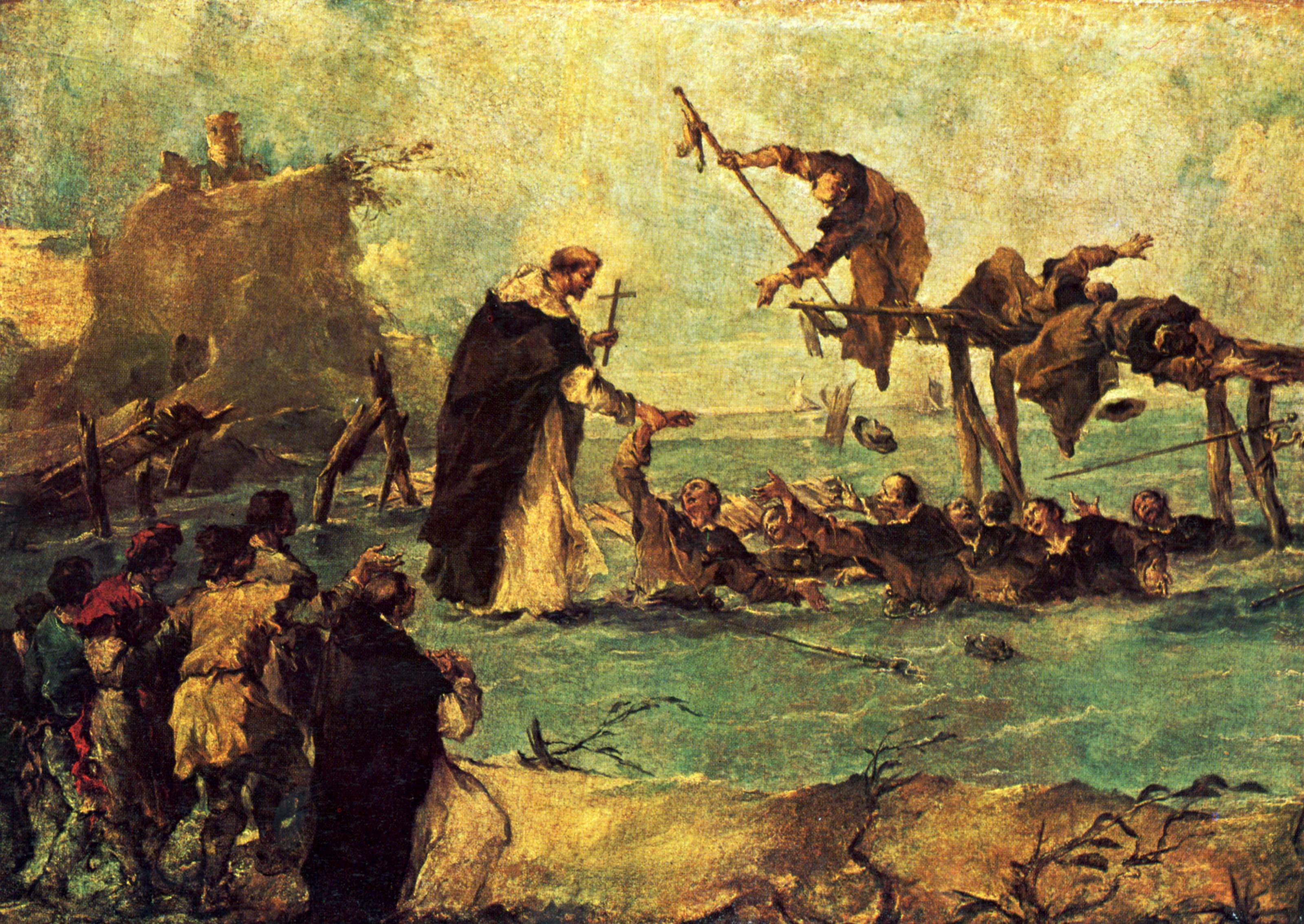
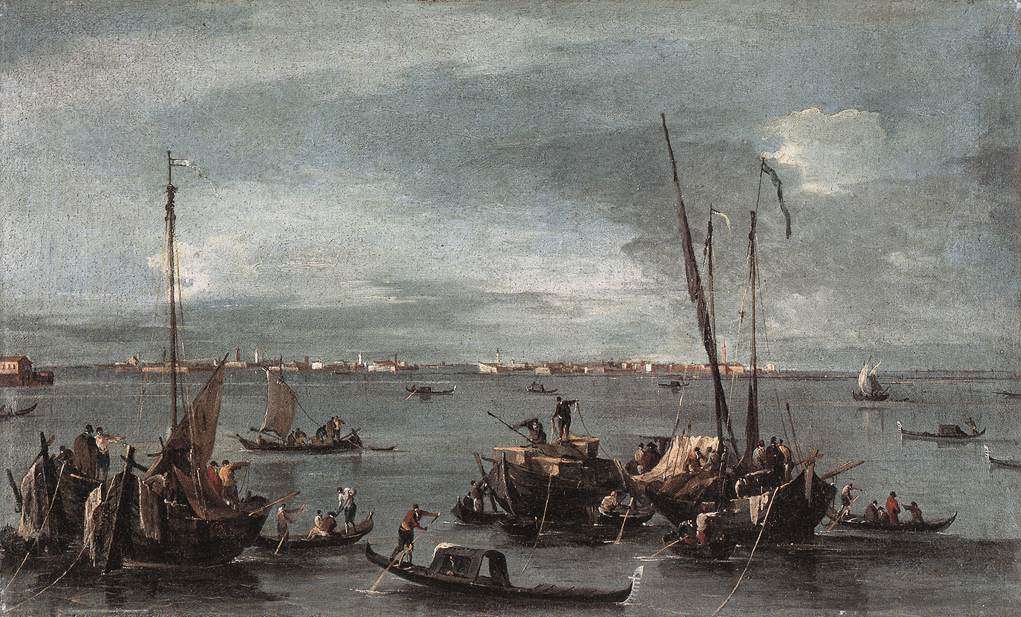